# Stanisław Rychter
Stanisław Rychter (ur. 10 lipca 1891 w Przedmieściu Dalszym, zm. 8 kwietnia 1942 w Hartheim) – major piechoty Wojska Polskiego, działacz niepodległościowy, kawaler Orderu Virtuti Militari, nauczyciel.

## Życiorys
Urodził się 10 lipca 1891 w Przedmieściu Dalszym, w powiecie iłżeckim, w rodzinie Karola i Anieli z domu Trela. 1 września 1910, po ukończeniu seminarium nauczycielskiego w Solcu nad Wisłą, rozpoczął pracę w szkole powszechnej w Białej Szlacheckiej, w charakterze nauczyciela.
3 maja 1915 został powołany do armii rosyjskiej. Od 1 października 1915 do 1 lutego 1916 uczył się w Czugujewskiej Szkole Wojskowej. Po ukończeniu szkolenia został mianowany chorążym. 8 grudnia 1916 awansował na podporucznika, a 18 maja 1917 na porucznika. 29 lipca tego roku został ranny w rękę lewą, a 30 lipca 1917 kontuzjowany. 4 stycznia 1918 wstąpił do II Korpusu Polskiego w Rosji i został przydzielony do 15 pułku strzelców polskich.
Do Wojska Polskiego został przyjęty z byłych Korpusów Wschodnich i byłej armii rosyjskiej. Od 15 lipca 1919 służył w 35 pułku piechoty. 17 września tego roku w walce pod Łopatyczami na Wołyniu został ranny w łokieć prawej ręki i w ramię lewe. 9 sierpnia 1920 pod Długosiodłem koło Wyszkowa został ranny po raz drugi w lewą nogę, powyżej kolana.
Po zakończeniu działań wojennych pozostał w wojsku jako oficer zawodowy i kontynuował służbę w macierzystym 35 pp w Brześciu. W 1922 ukończył kurs dowódców batalionów w Rembertowie. Z dniem 5 października 1924 został przeniesiony do Korpusu Ochrony Pogranicza. 27 listopada 1927 został przeniesiony z KOP do 60 pułku piechoty w Ostrowie Wielkopolskim. 18 lutego 1928 został mianowany majorem ze starszeństwem z 1 stycznia 1928 i 211. lokatą w korpusie oficerów piechoty. W kwietniu tego roku został wyznaczony w macierzystym oddziale na stanowisko oficera sztabowego pułku. W sierpniu 1929 został przesunięty na stanowisko dowódcy batalionu. 7 lutego 1930 został przeniesiony na stanowisko oficera placu Białystok. Później zajmowane przez niego stanowisko otrzymało nazwę „komendant placu Białystok”. W lipcu 1935 został zwolniony z zajmowanego stanowiska i oddany do dyspozycji Okręgu Korpusu Nr I, a z dniem 31 października tego roku przeniesiony w stan spoczynku.
W bazie danych Programu „Straty osobowe i ofiary represji pod okupacją niemiecką” figuruje Stanisław Rychter, urodzony 10 lipca 1891 w m. Dalice, więzień obozu koncentracyjnego Dachau, zamordowany w Hartheim . Prochy zostały złożone na Friedhof Perlacher Forst w Monachium (Nr urny: 2327).
Był żonaty. Jego pasierbicą była Irena Schlechtówna (ur. 6 marca 1916).

## Ordery i odznaczenia
- Krzyż Srebrny Orderu Wojskowego Virtuti Militari nr 1358[2] – 28 lutego 1921[21]
- Krzyż Walecznych dwukrotnie[22][23]
- Złoty Krzyż Zasługi – 10 listopada 1938 „za zasługi w służbie wojskowej”[24][25]
- Medal Niepodległości – 23 grudnia 1933 „za pracę w dziele odzyskania niepodległości”[26][27]
- Medal Zwycięstwa[22][28]
- Medal Pamiątkowy za Wojnę 1918–1921[22]
- Medal Dziesięciolecia Odzyskanej Niepodległości[22]
- Odznaka za Rany i Kontuzje z dwiema gwiazdkami[29]